# Auf Augenhöhe
Auf Augenhöhe ist ein deutscher Kinofilm aus dem Jahr 2016. Der vielfach preisgekrönte Kinder- und Familienfilm erzählt die tragikomische Geschichte des zehnjährigen Heimkinds Michi, der herausfindet, dass sein bislang unbekannter Vater kleinwüchsig ist. Auf Augenhöhe wurde u. a. mit dem Deutschen Filmpreis 2017 für den Besten Kinderfilm ausgezeichnet und war der kulturell erfolgreichste deutsche Film 2017 (gemessen an Auszeichnungen und Festivalteilnahmen).

## Handlung
Heimkind Michi muss sich täglich innerhalb seiner Wohngruppe behaupten und um den Respekt der anderen Kids kämpfen. Als er die Adresse seines unbekannten Vaters findet, scheint sich seine größte Sehnsucht zu erfüllen. Umso stärker ist sein Entsetzen, als er erkennen muss, dass sein Vater Tom ein „Zwerg“ ist, fast kleiner als er selbst, und damit für Michi das Gegenteil von Männlichkeit und Stärke. Während Tom, der keine Ahnung von seiner Vaterschaft hatte, seine neue Rolle völlig fremd ist, ist für Michi sofort klar, dass er mit diesem Anti-Vater nichts zu tun haben will. Doch zu spät, denn er hatte ihm bereits in seinem ersten Enthusiasmus einen Brief geschrieben.
Michi kehrt beschämt zurück in seine Wohngruppe. Doch als Tom dort auftaucht und die Heimkids herausfinden, dass sein Vater kleinwüchsig ist, wird Michi zur Zielscheibe von Spott und Schikane. In seiner Verzweiflung haut er ab. Sein Ausreißversuch scheitert jedoch und ihm bleibt nichts anderes mehr übrig, als zu seinem Vater zu ziehen.
Gegen seinen Willen muss Michi sich nun mit Tom, dessen Wahrnehmung in der Öffentlichkeit und seiner Scham für ihn auseinandersetzen. Er versucht mit allen Kräften und Tricks zu verhindern, dass seine neue Freundin Katja und ihre Clique herausfinden, wer sein Vater ist, und verleugnet Tom vor ihnen. Tom hingegen, der sich mit seinem Kleinwuchs bislang gut arrangiert hat, wird durch Michis unverhohlene Ablehnung gezwungen, offensiv mit seinem Manko umzugehen. Mit der Zeit entdecken die beiden, dass sie eigentlich viel mehr verbindet als normale Söhne und Väter. Aber als sich völlig überraschend herausstellt, dass Michi doch nicht Toms Sohn ist und Michis wahrer biologischer Vater vom Jugendamt ausfindig gemacht wird, wird ihre mittlerweile innige Beziehung plötzlich wieder grundlegend und für beide schmerzhaft in Frage gestellt.

## Entstehung & Veröffentlichung
Auf Augenhöhe erhielt eine Förderung im Rahmen der Initiative „Der besondere Kinderfilm“. Diese Initiative der Filmbranche entstand 2013 vor dem Hintergrund, dass in Deutschland aktuell fast ausschließlich Kinderfilme produziert werden, die auf bekannten Vorlagen beruhen. Ziel der Initiative ist es demnach, originäre Stoffe zu ermöglichen und dadurch auch Kindern ein vielfältiges und anspruchsvolles Filmangebot zur Auswahl zu stellen.
Produziert wurde der Film von der Rat Pack Filmproduktion in Koproduktion mit ZDF und KiKA sowie mit Förderung durch den FilmFernsehFonds Bayern, die Film- und Medienstiftung NRW, die Beauftragte der Bundesregierung für Kultur und Medien, die Filmförderungsanstalt und den Deutschen Filmförderfonds.
Das Duo Evi Goldbrunner und Joachim Dollhopf machte mit Auf Augenhöhe sein Langfilmdebüt. Die Dreharbeiten fanden im August/September 2015 in München, Dachau, Mülheim an der Ruhr und Köln statt. Am 15. September 2016 brachte Tobis Film Auf Augenhöhe in die deutschen Kinos.

## Rezeption
Von der Deutschen Film- und Medienbewertung (FBW) bekam Auf Augenhöhe das Prädikat besonders wertvoll.
Die FBW Jugend Filmjury verlieh dem Kinderfilm 5 von 5 Punkten.
TV Spielfilm bezeichnete den Film als „feinfühliges, in jeder Hinsicht gelungenes Plädoyer für Toleranz. (…) Der mitreißend gespielte Familienfilm begegnet seinen Figuren auf Augenhöhe, verbindet auf beeindruckende Weise Unterhaltung mit Tiefgang. (…) Kleiner Film ganz groß: ein seltener Glücksfall“.
Peter Gutting (cinetastic.de) sah „ein berührendes und dabei erstaunlich unsentimentales Drama, an dem auch ein rein erwachsenes Publikum seine Freude hätte. (…) ‚Auf Augenhöhe‘ ist ein Film für Sechs- bis Vierzehnjährige, der sein Publikum bewundernswert ernst nimmt. Nichts von der souverän erzählten Geschichte wird irgendwie zurechtgestutzt oder auf vermeintliche Kindgerechtheit getrimmt. Alles steht im Dienst von Realistik und Authentizität.“
„Trotz aller Ernsthaftigkeit bleibt dabei Raum für feinfühligen Humor und gut platzierte Situationskomik“, so Thomas Raab (pcgames.de), „ein Film mit viel Herz und Charme.“
Magdalena Miedl (skip – Das Kinomagazin, Wien) meint, dem Autoren- und Regieduo „ist ein witziger, lebensnaher und zärtlicher Film gelungen, der von Männlichkeit und Vorbildsein handelt, von unverhoffter Vaterschaft, vom Anderssein und von Vorurteilen und davon, dass es oft besser ist, Unterschiede anzusprechen, um mit ihnen umgehen zu können – ein hinreißendes Plädoyer für Toleranz und Inklusion, und ein Film, der ohne Krampf und ohne Schönfärberei schildert, welche Schikanen kleinwüchsige Leute Tag für Tag aushalten müssen.“
Nach Ansicht von Rochus Wolf (Filmstarts.de) „trauen sich die Macher, viele der Ambivalenzen einfach für sich stehenzulassen: Nicht alle Probleme werden zum Schluss aufgelöst, selbst wenn ‚Auf Augenhöhe‘ mit einem kinderfreundlichen Happy End schließt. Michi ist oft ungerecht und feige, Tom verletzt und ungerecht. Trotzdem finden sie zusammen – und am Ende des Films ist ihre Verwandtschaft gar nicht mehr der Hauptgrund, der sie aneinander bindet. So ticken Menschen – und dieser Film schafft es, bis in die Nebenrollen hinein komplexe Charaktere mit nachvollziehbaren Intentionen zu präsentieren.“
Laut Bianka Piringer (kino-zeit.de) „führt der Film den wichtigen und trotz kleiner Mängel bewegenden Beweis, wie viel es im Kinderfilm zu entdecken gibt, wenn sich nur jemand traut, die Domäne des Hüpfburgen-Frohsinns zu verlassen. (…) Luis Vorbach spielt Michi mit kraftvoller Präsenz, kindlichem Witz und einer guten Portion Nachdenklichkeit. Der Kanadier Jordan Prentice strahlt als Tom einen tiefen Ernst aus, der sich auf die ganze Geschichte auswirkt. Er wird aufgrund eines überraschenden Twists im letzten Abschnitt sogar noch intensiviert.“
Für Horst Peter Koll (film-dienst) bringt der Film „ein eigenständiges Temperament ins (Kinder-)Kino, er unterhält und berührt. Ohne Umwege. (…) Das alles entwickelt sich weder als düsteres Sozialdrama noch als (pseudo-)dokumentarisches Wirklichkeitsabbild, vielmehr als temperamentvolle, optimistisch-lebensbejahende Dramödie um Toleranz, Aufrichtigkeit und Offenheit.“
Corinna Gerhards (Ruhrpottkids) schreibt: „Feinfühlig werden in diesem Film beide Seiten beleuchtet, ohne in Gefühlsduselei zu verfallen. Die Angst vor der eigenen Unzulänglichkeit auf Elternseite wie auch die kindliche Erkenntnis, dass die eigenen Eltern Schwächen und Fehler haben, machen ihn dabei zu einer universellen, berührenden Fabel für kleine und große Zuschauer.“

## Auszeichnungen
- 2016: Publikumspreis, Kinderfilmfest München auf dem 34. Filmfest München
- 2016: Jugend- und Kinderfilmpreis des Goethe-Instituts, 21. Internationales Filmfestival Schlingel
- 2016: Silver Gateway Award, 18th Mumbai Film Festival
- 2016: Special Mention, Marburger Kinder- und Jugendfestival FINAL CUT
- 2016: Seminci Joven Award, 61st Semana Internacional de Cine de Valladolid
- 2016: Special Jury Award, 32rd Minsk International Film Festival „Listapad“
- 2016: Best Adult Actor (Jordan Prentice), 32rd Minsk International Film Festival „Listapad“
- 2016: Grand Prix, International Film Festival for Children and Young People Armenia
- 2016: Best Film in Section „I have Rights“, International Film Festival for Children and Young People Armenia
- 2016: Grand Prix, Okinawa Children’s Film Festival
- 2016: Kinder- und Jugendfilmpreis „Rakete“, 27. Kinofest Lünen
- 2016: Schülerfilmpreis 10+, 27. Kinofest Lünen
- 2016: „Most Uplifting Film“, International Disability Film Festival Breaking Down Barriers Moscow
- 2016: „Arthouse Cinemas Network Award“, 34th ALE KINO! International Young Audience Film Festival Poznan
- 2016: Special Mention, KINOdiseea International Children’s Film Festival Bucharest
- 2016: „Best Story“, SMILE International Film Festival New Delhi
- 2017: Youth 4 German Cinema Award, 21st Berlin & Beyond Film Festival San Francisco[18]
- 2017: „Best of Festival“, Picture this... film festival Calgary[19]
- 2017: „Best Drama Over 30 Minutes“, Picture this... film festival Calgary[20]
- 2017: Best Feature Film, International Children’s Film Festival Bangladesh[21]
- 2017: Best Child Actor (Luis Vorbach), Children’s Film Festival Seattle[22]
- 2017: Bester Kinderfilm, Preis der deutschen Filmkritik
- 2017: Kids Jury Award 2017, Luxembourg Film Festival[23]
- 2017: Prix spécial, 20th Montreal International Children’s Film Festival
- 2017: Golden Wings Jury Feature Film Award – Runner Up, 18th Leeds Young Film Festival[24]
- 2017: Bester Kinderfilm, Deutscher Filmpreis 2017
- 2017: Auszeichnung „Rauch-frei-Siegel“[25]
- 2017: Main Prize – Best Feature film, KINOLUB International Children’s and Youth Film Festival Poland
- 2017: „Emo“ für die beste schauspielerische Leistung eines Kindes (Luis Vorbach), 34. Kinderfilmtage im Ruhrgebiet
- 2017: 2nd Best Feature (International Live Action), 20th International Children’s Film Festival India GOLDEN ELEPHANT (ICFFI)[26]
- 2017: Kindertiger Drehbuchpreis (vergeben von Vision Kino und KiKA)[27]
- 2017: Castello D’Argento Award, Castellinaria – 30° Festival internazionale del cinema giovane Bellinzona
- 2017: UNICEF Award, Castellinaria – 30° Festival internazionale del cinema giovane Bellinzona
- 2017: Best International Feature Film, Torrecinos Film Festival (Tofifes) Panama
- 2017: Mohaq Best Feature Film Award, Ajyal Youth Film Festival Doha[28]
- 2018: Award for Best Film, KinoKino International Film Festival for Children Zagreb[29]
- 2018: Audience Award, KinoKino International Film Festival for Children Zagreb[29]
- 2018: Audience Award, 28th Europees Jeugdfilmfestival Vlaanderen Belgium[30]
- 2018: CINI Award for Best Film, CINI International Children’s Film Festival Lima
- 2018: Best Film Award, WONDERFEST Bucharest
- 2018: Grand Prix – Children Jury Award, WONDERFEST Bucharest

## Nominierungen
- 2016: Gilde-Filmpreis
- 2017: „Schnitt Preis Spielfilm“ der Filmstiftung Nordrhein-Westfalen
- 2017: Deutscher Filmmusikpreis, Kategorie Nachwuchs
- 2018: Deutscher Menschenrechts-Filmpreis, Kategorie Langfilm